# Canton (Texas)
Canton é uma cidade localizada no estado norte-americano do Texas, no Condado de Van Zandt.

## Demografia
Segundo o censo norte-americano de 2000, a sua população era de 3292 habitantes.
Em 2006, foi estimada uma população de 3637, um aumento de 345 (10.5%).

## Geografia
De acordo com o United States Census Bureau tem uma área de
14,6 km², dos quais 13,5 km² cobertos por terra e 1,1 km² cobertos por água. Canton localiza-se a aproximadamente 154 m acima do nível do mar.

## Localidades na vizinhança
O diagrama seguinte representa as localidades num raio de 24 km ao redor de Canton.